# The O.C. Supertones
The Orange County Supertones (conhecidos como The O.C. Supertones ou The Supertones) foi uma banda cristã de ska, formada em Condado de Orange, Califórnia, no ano de 1995.

## História
A banda iniciou-se no principio de 1990 com o nome Saved. Formada originalmente por Matt Morginsky, Jason Carson e Tony Terusa enquanto colegas no liceu de Junior High School, tendo tocado diversos estilos musicais, desde o punk, rap, metal, disco e funk. A banda baseia-se numa sonoridade ska, identical à banda Operation Ivy ou à banda de Mike Park, Skankin' Pickle. Apesar de Jason Carson ter conhecido o fundador da gravadora Tooth & Nail, a empresa teve alguma relutância em assinar contrato com a banda, tendo mesmo afirmado:
| “ | The Supertones were good, but Saved was not good. I had years of Saved in my head." | ” |

"Os Supertones são bons, mas os Saved não eram. Tenho muitos anos de Saved na minha cabeça"
Nos finais da década de 1990, a banda tinha atingido uma popularidade no meio da comunidade do rock cristão, tendo vendido cerca de 250 mil cópias em dois anos de existência. O seu segundo álbum de estúdio, Supertones Strike Back, de 1997 teve muito sucesso, tendo estado nos tops das tabelas Billboard Heatseekers e no Top Christian Albums.
A banda mudou um pouco a sua sonoridade, passando ao rock mais pesado, tendo mesmo tocado com uma influência pop-rock. Os dois álbuns seguintes, Chase the Sun de 1999 e Loud and Clear de 2000, chegaram à Billboard 200.
Também em 1999, a banda tocou na visita do Papa João Paulo II a St. Louis.
Em 2005, lançaram a compilação Unite, um disco dos melhores êxitos.
A 11 de Março de 2008, a BEC Recordings, Inc. lançou mais um disco dos melhores êxitos, "The Ultimate Collection", uma colectânea que continha faixas selecionadas de todos os álbuns de estúdio, com a exceção de "Revenge of the O.C. Supertones".
Em Fevereiro de 2008, o guitarrista Ethan Luck deixara a banda e juntou-se à banda cristã Relient K.

## Membros

### Últimos
- Matt Morginsky - vocal (1995 - 2005)
- Daniel Spencer - trombone (1997 - 2005)
- Ethan Luck - guitarra (2000 - 2005)
- John Wilson - bateria (2002 - 2005)
- Chris Beaty - baixo (2003 - 2005)
- Bret Barker - trompete (2004 - 2005)

### Antigos
- Tony Terusa - baixo (1995 - 2002)
- Kevin Chen - guitarra (1995 - 1997)
- Brian Johnson - guitarra (1999)
- Dave Chevalier - saxofone (1996 - 1998)
- Jason Carson - bateria (1995 - 2000)
- Darren Mettler - trompete (1995 - 2004)
- Adam Ferry - bateria (2000 - 2001)

## Discografia

### Álbuns de estúdio
- 1996 - Adventures of The O.C. Supertones
- 1997 - Adventures of The O.C. Supertones
- 1997 - Supertones Strike Back
- 1999 - Chase the Sun
- 2000 - Loud and Clear
- 2002 - Hi-Fi Revival
- 2004 - Revenge of the O.C. Supertones

### Ao vivo
- 2002 - Live! Volume One

### Compilações
- 2005 – Unite
- 2008 - The Ultimate Collection

## Compilações
- Any Given Day
- Veggie Rocks!
- Tooth and Nail 4th anniversary Box Set
- Tooth and Nail 10th anniversary Box Set
- Art Core Vol.2
- Cheapskates Vol. 2
- Cheapskates Vol. 3
- Cheapskates Vol. 4
- X 2003
- Moms Like Us Too Vol. 1
- Happy Christmas Vol. 1
- Happy Christmas Vol. 2
- Seltzer Vol. 1
- Seltzer Vol. 3
- WOW 1999
- WOW 2000
- Dominate in 98
- Steady Sounds From The Underground
- BEC Sampler Vol. 1
- Songs from the penalty box Vol. 2
- No Lies